# Adragevangenis
De Adragevangenis is een gevangenis in een noordoostelijke buitenwijk van de Syrische hoofdstad Damascus. In 2010 bevonden zich in de gevangenis zo'n 7000 gedetineerden, waaronder een twaalftal vrouwen. Onder de gevangenen bevinden zich mensenrechtenactivisten en advocaten. Personen die in de Adragevangenis gevangen hebben gezeten zijn onder meer: Anwar al-Bunni, Bassel Khartabil en Haitham al-Maleh.
In 2014 veroordeelde de Hoge Commissaris voor de Mensenrechten van de Verenigde Naties, Navi Pillay, de massale martelpraktijken die in de Syrische gevangenissen, waaronder de Adragevangenis, plaatsvinden.